# Kühlenthal
Kühlenthal es un municipio alemán, ubicado en el distrito de Augsburgo en la región administrativa de Suabia, en el Estado federado de Baviera. Forma parte de la Verwaltungsgemeinschaft de Nordendorf. 
Se encuentra a unos 27 km al norte de Augsburgo.